# Сан-Бартоломео-аль-Маре
Сан-Бартоломео-аль-Маре (итал. San Bartolomeo al Mare) — коммуна в Италии, располагается в регионе Лигурия, в провинции Империя.
Население составляет 3069 человек (2018 г.), плотность населения составляет 286 чел./км². Занимает площадь 11 км². Почтовый индекс — 18016. Телефонный код — 0183.
Покровителем коммуны почитается святой апостол Варфоломей, празднование 24 августа.

## Демография
Динамика населения:

## Администрация коммуны
- Официальный сайт: http://www.comune.sanbartolomeoalmare.im.it